# Дзеяслоў
«Дзеясло́ў» — белорусский литературный журнал. Главный редактор — Борис Петрович.

## История
Журнал «Дзеяслоў» (с бел. — «Глагол») появился после того, как министерство информации Республики Беларусь провело в 2002 году реорганизацию литературно-художественных изданий, в результате которой все литературные журналы были лишены права на юридическую, экономическую и творческую самостоятельность и объединены в государственный литературный холдинг «Літаратура і Мастацтва». В знак протеста многие писатели, сотрудники коллективов, уволились из редакций.
Непосредственно в создании нового издания участвовали Борис Петрович (Саченко), Алесь Пашкевич, Михась Скобла, Эдуард Акулин. Юридическим основателем стала ОО «Литературно-художественный фонд „Неман“». Первый номер журнала вышел в сентябре 2002 года.
Журнал зарегистрирован министерством информации Республики Беларусь и выходит регулярно — раз в 2 месяца. Подписка осуществляется через государственное объединение «Белпочта».
Особенностью «Дзеяслова» была особая компромиссная орфография («деясловица»), которая использовалась до конца 2009 года.
В 2023 году журнал «Дзеяслоў» прекратил выход издания. С его закрытием в Белорусии больше не осталось независимых литературных изданий, которые печатались бы на белорусском языке.

## Содержание и рубрики
На страницах «Дзеяслова» печатались Рыгор Бородулин, Нил Гилевич, Анатолий Брусевич, Геннадий Буравкин, Анатолий Вертинский, Владимир Некляев, Владимир Орлов, Светлана Алексиевич, Алесь Рязанов, Леонид Дранько-Майсюк, Сергей Законников и другие. Много внимания журнал уделяет публикации наследия известных белорусских писателей — Василя Быкова, Владимира Короткевича, Ларисы Гениюш, Алеся Адамовича.
Произведения начинающих авторов появляются в журнальной рубрике «Дэбют». На страницах «Дзеяслова» дебютировали такие известные ныне авторы, как Ольга Базылёва, Анатолий Иващенко, Глеб Лободенко, Анастасия Кудасова, Сергей Прилуцкий, Виталий Рыжков, Всеволод Стебурако, Наталка Харитонюк и другие.
В «Дзеяслове» печатается также публицистика, эссеистика, статьи исторической тематики, литературная и художественная критика, освещаются проблемы театра, кино, музыки.
Постоянные разделы: «Проза», «Паэзія», «Пераклад» и «Дэбют», появлялись рубрики «Бліцкрыт», «Анкета», «Гутаркі з мастакамі», «Дзеяпіс», «Кнігапіс», «ПРАчытанне».

## Премия «Золотой апостроф»
В 2003 году редакция журнала основала собственную литературную премию «Золотой апостроф». Ежегодно она вручается в следующих номинациях: поэзия, проза, дебют. С 2009 года появилась новая номинация «За вклад в современную белорусскую литературу» (премия Алеся Усени).

## Библиотечка журнала «Дзеяслоў»
В 2006 году журнал создает свою книжную серию — "Библиотечка журнала «Дзеяслоў». Первая книга — «Вершnick» Анатолия Иващенко. По состоянию на 2015 год в серии вышло 17 книг белорусских авторов.

## Редакция
Изначально состав редакции был следующим: Борис Петрович (Саченко) — главный редактор, управленческие функции выполняли Алесь Пашкевич, Михась Скобла, Эдуард Акулин. В 2004 году к составу присоединяется Анатолий Иващенко (ответственный секретарь).
В 2015 году в состав редакции входили: Борис Петрович (Саченко) — главный редактор, Алесь Пашкевич — заместитель главного редактора, Анатолий Иващенко — ответственный секретарь, Андрей Федоренко — стильредактор. Дизайн журнала — художник Геннадий Мацур.